# Gemma Romanyà i Valls
Gemma Romanyà i Valls (Capellades, 29 de setembre de 1945 - 5 de març de 2018) va ser una empresària del sector de les arts gràfiques i una important mecenes cultural catalana.

## Empresària i mecenes
Originària de Capellades (Anoia), des del 1973 hi va dirigir la impremta Romanyà Valls SA, amb centre a Capellades i la Torre de Claramunt.
Alhora, des del 1988 patrocinà uns concerts de cambra presentats en un acurat programa sota el títol genèric de Concurs Paper de Música de Capellades. Poc després inicià la construcció de la Sala Paper de Música a Capellades, que s'inaugurà a l'octubre del 1991, que ha estat d'aleshores ençà l'escenari d'enregistraments musicals o concerts i tota mena d'altres activitats culturals, teatrals, poètiques i fins i tot cinematogràfiques. Més endavant, el 1992, promogué el Curs Internacional de Música de Cambra de Capellades, certamen anyal per a la promoció de joves intèrprets en què hi van anar participant any rere any professors i alumnes de procedència internaciona.
Col·laborà en l'edició dels àlbums gravats per l'orquestra Ensemble XXI i també va cedir-los l'estudi per al seu enregistrament. Per aquest motiu el curs 2010/11 va ser convidada d'honor al concert de presentació del CD Postales de verano, que formava part del programa de cinc concerts celebrats per Ensemble XXI amb motiu del seu desè aniversari.
També es va comprometre amb la recerca que l'equip d'investigació de l'IPHES (Institut Català de Paleoecologia Humana i Evolució Social) du a terme al jaciment arqueològic de l'Abric Romaní, i va participar tot sovint en el seu finançament.
També fou promotora i divulgadora a Capellades de l'Eurocongrés 2000.

## Premis i reconeixements
El 1998 va rebre un dels Premis d'Actuació Cívica de la Fundació Lluís Carulla, i el 2005 va guanyar, per unanimitat del jurat, el Premi al Patrocini i Mecenatge Empresarial a Espanya.

## Vida personal
Estigué casada amb Miquel Pujol i Palol, que fou company seu també en l'activisme cultural, i tingué tres fills.